# E! (France)
 (décembre 2013).
Si vous disposez d'ouvrages ou d'articles de référence ou si vous connaissez des sites web de qualité traitant du thème abordé ici, merci de compléter l'article en donnant les références utiles à sa vérifiabilité et en les liant à la section « Notes et références ».
E! est une chaîne de télévision française appartenant à NBCUniversal et est une déclinaison de la chaîne américaine E!.

## Historique
E! est créée le 12 septembre 2004.
Le 20 décembre 2011, Matthieu Delormeau présente La Star de l’Année qui retrace les événements people de 2011.
À partir du 10 octobre 2012, la chaîne diffuse la télé-réalité événement Mrs. Eastwood & Company proposant de retrouver la famille du célèbre Clint Eastwood.
Laury Thilleman présente le docu-réalité Party On, retraçant le parcours à travers l'Europe de Jacqueline MacInnes Wood, l'actrice de Amour, gloire et beauté diffusé dès le 17 juillet 2014.
La chaîne française diffuse de nombreuses émissions de télé-réalité comme The Wanted Life, House of DVF et L'Incroyable Famille Kardashian entre autres.

### Identité visuelle (logo)

Logo du 12 septembre 2004 au 23 septembre 2012
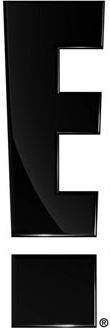
Logo depuis le 23 septembre 2012

## Programmes

### Séries télévisées
- Lipstick Jungle : Les Reines de Manhattan
- Smash
- Facing Kate
- The Starter Wife

### Magazines
- E! News
- E! Spécial
- Celebrity Style Story
- Gros plan
- La Star de l'Année[7]
- Hollywood Extrême
- En tête à tête avec Giuliana
- Sexy People
- Les innovateurs pop
- Hollywood Stories
- Villa de luxe : Visite Privée
- Le tapis rouge, live !
- Style Star
- Tenues de stars
- Nouvelle couture
- Les propriétés de stars
- Ryan et Giuliana : confessions du tapis rouge
- Good Work

### Émissions de télé-réalité
Programmes actuels
- Chirurgie à tout prix'
- Made in Chelsea
- Juge Mathis : La Famille D'Abord
- Below Deck Méditerranée
- Below Deck : Australie
- The Real Housewives of Dubai
- Below Deck : Sailing Yacht
- Black Pop
- House of Villans
- Celebrity Game Face
- Below Deck Adventure
- Celebrity Prank Wars
- Love Without Borders
- Nikki Belle Says I do

Anciens programmes
- Real Housewives : New York City
- Real Housewives : Beverly Hills
- Stewarts & Hamiltons
- Dr. Beverly Hills ( 90210)Dr
- Giuliana et Bill
- Le monde de Mel B[8]
- Le fabuleux destin de Kimora
- Kimora : reine de la mode
- Les Girls de Playboy
- Amour, soap et réalité
- Pas facile d'être Denise Richards !
- Pam : En toute liberté
- La Prise Parfaite[9]
- Les Sœurs Kardashian à Miami[10]
- Les sœurs Kardashian dans les Hamptons
- Les folies d'Holly
- Les Jersey Girls
- Snoop Dogg : marié, 3 enfants
- Eric & Jessie
- Le monde selon Ryan Lochte (présentée par Camille Lacourt)
- Mariée à un Jonas Brothers
- Chorégraphe De Stars
- The Saturdays : à la conquête de l'Amérique
- Escape Club : Destination Paradis
- Party On (présentée par Laury Thilleman)
- Relations très publiques
- Tout feu, tout flamme
- Hollywood Coach
- C'est mon mariage !
- Khloé et Lamar
- Les Kardashian à New York
- Les tops de demain
- Hip Hop Girls
- Amours d'été)[11]
- Opening Act, du Web à la scène (présentée par Lorie Pester)[12]
- Wild On!
- Bridalplasty
- Mrs. Eastwood And Company
- The Wanted Life
- House of DVF
- Kendra[13]
- Living Lohan
- Fashion Bloggers (présentée par Malika Ménard)
- Christina Milian : Music & Family[14]
- #Rich Kids of Beverly Hills (en)
- Appelez moi Caitlyn
- Life of Kylie
- Wags Miami
- La Fashion Police
- Hollywood Medium
- The Platinum Life
- Revenge Body
- Eric & Jessie
- Model Squad
- Very Cavallari
- Ashlee + Evan
- Dating #NoFilter
- Bienvenue chez les Fraser
- WWE Total Divas
- Total Bellas
- L'Incroyable Famille Kardashian
- Wags
- Chirurgie à tout prix : l'espoir à domicile
- Shahs of Sunset, Les Perses de Beverly Hills
- New Money
- Dash Dolls
- Hollywood Cycle
- L.A. Clippers Dance Squad
- Just Jillian
- EJ à New York
- Famously Single
- Travis Kelce, cœur à prendre (Catching Kelce)[15]
- Mariah's World[16]
- Rob et Chyna

## Animateurs
- Laurent Weil (2006)[17]
- Franck Vallière (2006)[17]
- Justine Fraioli (2006)[17]
- Sandrine Quétier (2008-2009)[18]
- Matthieu Delormeau (2011)[19]
- Lorie Pester (2012)[20]
- Camille Lacourt (2013)[21]
- Laury Thilleman (2014)[22]
- Malika Ménard (2015)[23]

## Diffusion
En France, la chaîne était diffusée par Canal sur le canal 48 jusqu'au 26 juin 2017.
Elle est diffusée sur le canal 52 dans les offres SFR TV. Depuis le 8 décembre 2022, la chaîne est également disponible sur le canal 73 de chez Bouygues Telecom. Depuis fin 2022, E! est disponible sur Prime Vidéo via l'offre de divertissement Universal+, avec les chaînes du portfolio NBCUniversal International Networks & Direct-To-Consumer : Syfy, DreamWorks et 13ème RUE en option. Depuis le 30 janvier 2024, la chaîne est disponible sur le canal 73 de Freebox TV. Depuis le 10 avril 2025, la chaîne est disponible au sein de l’offre de chaînes incluses, accessible à tous les clients Orange TV en France métropolitaine, sur le canal n°75.